# Rajd Dolnośląski 1968
12. Rajd Dolnośląski – 12. edycja Rajdu Dolnośląskiego. Był to rajd samochodowy rozgrywany od 18 do 19 maja 1968 roku. Była to druga runda Rajdowych Samochodowych Mistrzostw Polski w roku 1968. Rajd składał się z następujących prób sportowych: 5 odcinków specjalnych, próba szybkości górskiej, próba szybkości płaskiej, próba przyśpieszenia i próba zręczności. Został rozegrany na nawierzchni asfaltowej i na śniegu. Zwycięzcą rajdu został Włodzimierz Markowski.

## Wyniki końcowe rajdu[1][2]
| Miejsce | Kierowca               | Pilot              | Samochód          | Czas  | Strata | Grupa Klasa |
| ------- | ---------------------- | ------------------ | ----------------- | ----- | ------ | ----------- |
| 1       | Włodzimierz Markowski  | Stanisław Dalka    | Porsche 912       | 18:40 | -      | 5           |
| 2       | Ryszard Nowicki        | Elżbieta Wojtowicz | NSU 1000 TT       | 18:42 | +2     | 4           |
| 3       | Krzysztof Komornicki   | Zygmunt Wiśniowski | Renault 8 Gordini | 20:25 | +1:45  | 4           |
| 4       | Jerzy Miniewski        | Marek Varisella    | Fiat 124          | 19:08 | +28    | 4           |
| 5       | Edmund Oprocha         | Kazimierz Jaromin  | Zastava 750       | 19:40 | +1:00  | 2           |
| 6       | Adam Smorawiński       | Andrzej Zembrzuski | BMW 1600 TI       | 19:47 | +1:07  | 5           |
| 7       | Jerzy Borowicz         | W. Borowicz        | Steyr Puch 650 TR | 19:54 | +1:14  | 2           |
| 8       | Ryszard Żyszkowski     | Stanisław Wyka     | Fiat 850          | 20:13 | +1:33  | 2           |
| 9       | Krzysztof Strykier     | Janusz Bronikowski | Fiat 1500         |       |        | 5-6         |
| 10      | Zbigniew Gawryłkiewicz | Mirosław Wojtaszek | Fiat 124          |       |        | 4           |